# Susanne Scholl (Schauspielerin)

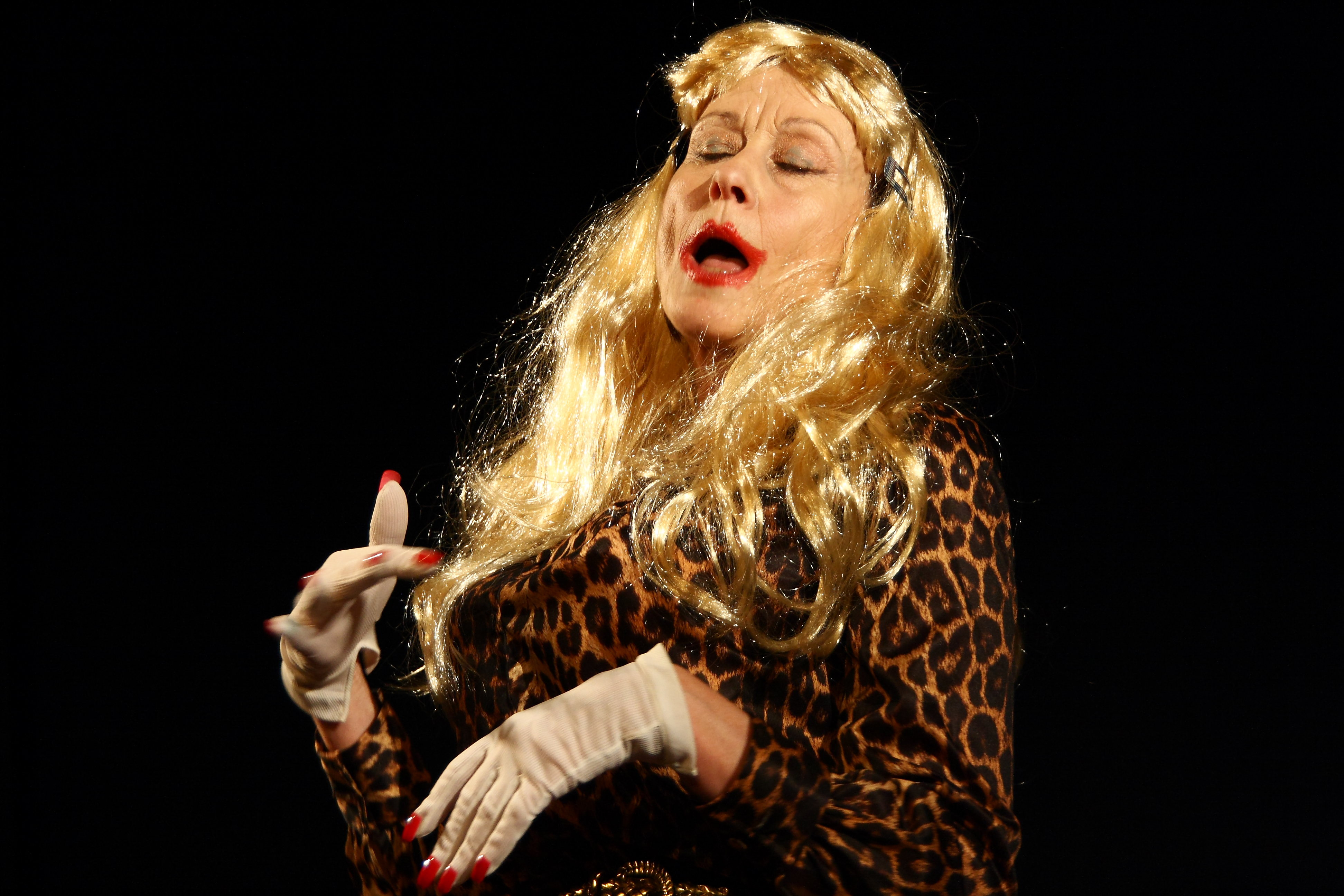
Aus dem Programm Komm Du bloß hoim! Reloaded der Schwabenoffensive, im Kult, Niederstetten, 2012

Susanne Scholl (* 16. März 1950 in Stuttgart) ist eine deutsche Schauspielerin.

## Leben
Susanne Scholl absolvierte ihre Ausbildung zur Schauspielerin an der Staatlichen Hochschule für Musik und Darstellende Kunst Stuttgart. Darauf hatte sie gleich für viele Jahre Festengagements an diversen Theatern in Deutschland, unter anderen am Landestheater Schwaben, den Städtischen Bühnen Frankfurt am Main und der Vaganten Bühne Berlin.
Bekanntheit im deutschen Fernsehen erlangte sie unter anderen durch ihren Part in der Daily-Soap Alle zusammen – jeder für sich, die von 1996 bis 1997 produziert wurde. In der ARD-Fernsehserie Schwarz-Rot-Gold war sie innerhalb von neun Jahren in zwei Episoden als Frau Baierle zu sehen. Weitere Einsätze fand sie in den Fernsehserien Cornelius hilft, der schwäbischen Produktion Alles Kleber, dem Roadmovie Vaya con Dios oder einem Gastauftritt im Alphateam. Seither hat sich Scholl aus dem deutschen Fernsehen wieder zurückgezogen und widmet sich erneut dem Theater. Sie bildet mit Albrecht Metzger und Jakob Wurster die Kabarettgruppe Schwabenoffensive.

## Filmografie
- 1984–1993 Schwarz-Rot-Gold (Fernsehserie, zwei Episoden, als Frau Baierle)
- 1993: Alles Kleber (Fernsehserie, als Ursel Kleber)
- 1993: Erzähl mir eine Landschaft
- 1994: Cornelius hilft (Fernsehserie, als Röschen)
- 1996–1997: Alle zusammen – jeder für sich (Fernsehserie, als Christa Burkhard)
- 1999: Nicht ohne meine Eltern
- 2002: Vaya con Dios
- 2007: Siebenstein – Der große und der kleine Koffer (Fernsehserie)
- 2011: Die Rosenheim-Cops – Mozarts Rückkehr
- 2012: Tatort – Scherbenhaufen
- 2019: Dead End (Fernsehserie, eine Episode, als Mutter Steiner)
- seit 2023: Die Fallers (Fernsehserie), als Irene Mauz

## Theater
- 1973–1975: Landestheater Schwaben
- 1975–1977: Schlosstheater Celle
- 1977–1983: Badisches Staatstheater Karlsruhe
- 1983–1984: Städtische Bühnen Frankfurt
- 1985–1988: Vagantenbühne Berlin
- 1988–1994: Freie Gruppe Schwabenoffensive Berlin